# بيل كنولتون
بيل كنولتون (بالإنجليزية: Bill Knowlton)‏ هو لاعب كرة قاعدة أمريكي، ولد في 18 أغسطس 1898 في فيلادلفيا في الولايات المتحدة، وتوفي في 25 فبراير 1944.

## وصلات خارجية
- بيل كنولتون على موقعبيزبول رفرنس.كوم (الدوري الرئيسي) (الإنجليزية)
- بيل كنولتون على موقعبيزبول رفرنس.كوم (الدوري الثانوي) (الإنجليزية)